# Ivan Aleksander
Ivan Aleksander (bolgarsko Иван Александър, latinizirano: Ivan Aleksandǎr) je bil bolgarski cesar, ki je vladal od leta  1331 do 1371, * ni znano, † 17. februar 1371.
Njegova dolga vladavina velja za prehodno obdobje bolgarskem srednjeveške zgodovine. Na začetku se je ukvarjal predvsem z notranjimi problemi in grožnjami svojih sosedov Bizantinskega cesarstva in Srbije, potem pa je svoje cesarstvo povedel v obdobje gospodarskega okrevanja ter kulturne in verske renesanse.
Kasneje ni več mogel obvladovati vedno pogostejših vpadov osmanskih Turkov z jugovzhoda, Ogrov s severozahoda in črne smrti. Težave je poskusil rešiti z delitvijo države med svoja sinova, s čimer je naredil usodno napako, ker je državo pred odločilnim napadom Turkov še bolj oslabil.

## Zgodnje vladanje
Ivan Aleksander je bil sin despota Sracimirja Kranskega in Petrice, sestre bolgarskega carja Mihaela Asena III. Po očetovi strani je bil torej člam Asenove dinastije.  Do leta 1330 je kot despot vladal v Loveču v osrednji severni Bolgariji. Z očetom in tastom Ivankom I. Basarabom se je leta 1330 bojeval proti Srbom v bitki pri Velbaždu (sedanji Kjustendil), v kateri so bili Bolgari poraženi. Poraz, povezan s poslabšanjem odnosov z Bizantinskim cesarstvom, je sprožil notranjo krizo, ki se je po invaziji Bizantincev še bolj zaostrila. Leta 1331 so zarotniki v Tǎrnovem izvedli državni udar, odstavili cesarja Ivana Štefana in za njegovega naslednika izbrali Ivana Aleksandra.
Novi vladar je nameraval svoj položaj utrditi z osvojitvijo nedavno izgubljenih ozemelj. Leta 1331 se je odpravil na pohod proti Odrinu in osvojil severovzhodno Trakijo.  Medtem je Štefan Uroš IV. Dušan odstavil svojega očeta Štefana Uroša III. Dečanskega in postal srbski kralj. Napetosti med Srbijo in Bolgarijo so popustile in odnosi med državama so se normalizirali. Ivan Aleksander in Štefan Uroš IV. Dušan sta sklenila zavezništvo in ga utrdila s poroko srbskega kralja z Aleksandrovo sestro Heleno na Veliko noč leta 1332.
Približno takrat se je v Vidinu uprl brat Mihaela Asena III. Belaur, verjetno zato, da bi podprl zahtevo svojega odstavljenega nečaka Ivana Štefana po bolgarskem prestolu. Vojaške operacije proti upornikom so se zavlekle zaradi napada bizantinskega cesarja Andronika III. Paleologa poleti 1332. Bizantinci so preplavili severovzhodno Trakijo, potem pa je Ivan Aleksander z manjšo vojsko odhitel proti jugu in jih pri Rukosatru ustavil.
Na Andronika III. je naredil vtis, da se želi pogajati, ko je dobil okrepitve kumanske konjenice pa ga je napadel in v bitki pri Rukosastru zmagal. Sporna mesta so se predala Ivanu Aleksandru, medtem ko se je Andronik III. zatekel za obzidje Rukosastra. Vojna se je končala in državi sta se dogovorili za mir, ki je temeljil na statusu quo. Zavezništvo sta potrdili z zaroko Aleksandrovega najstarejšega sina Mihaela Asena IV. z Andronikovo hčerko Marijo (Ireno). Zaročenca sta se poročila leta 1339. Bolgarski car se je zatem posvetil upornikom, vendar je upor zatrl šele leta 1336 ali 1337.
Okrog leta 1332 je svojega sina Mihaela Asena IV. kronal za svojega socesarja, verjetno zato, da bi svoji družini zagotovil nasledstvo. Leta 1337 je kronal še svoja mlajša sinova Ivana Sracimirja in Ivana Asena IV., verjetno zato, da bi imel neposredno oblast v pomembnih mestih in regijah. Ivana Sracimirja je prestavil v Vidin, Ivana Asena IV. pa morda v Preslav. Njegovo postopanje je izrazito odstopalo od bizantinske prakse, v kateri so bili mlajši sinovi suverenov despoti, ne glede na to ali so bili zadolženi za teritorialno upravo ali ne.

## Odnosi z Bizantinskim cesarstvom
V zgodnjih 1340. letih so se odnosi z Bizantinskim cesarstvom začasno poslabšali, ker je Ivan Aleksander od Bizantincev zahteval izročitev svojega bratranca Šišmana, enega od sinov Mihaela Asena III., in zagrozil z vojno. Njegova zahteva se je izjalovila, ker so Bizantinci prepoznali njegove načrte in proti njemu poslali ladjevje svojega turškega zaveznika, smirnskega emirja Umur Bega. Turki so pristali v delti Donave, oplenili podeželje in napadli bližnja bolgarska mesta. Ivan Aleksander je bil prisiljen umakniti svoje zahteve, vendar je proti koncu lata 1341 napadel Bizantinsko cesarstvo s pretvezo, da so ga poklicali prebivalci Odrina. V bližini mesta so ga dvakrat premagali bizantinski zavezniki Turki.
Leta 1341–1347 je v Bizantinskem cesarstvu divjala dolga državljanska vojna med regentko za cesarja Ivana V. Paleologa Ano Savojsko in Ivanom V. Kantakuzenom, ki bi to rad postal. Bizantinski sosedje so vojno seveda izkoristili. Srbski kralj Štefan Uroš IV. Dušan se je postavil na stran Ivana V. Kantakuzena, Ivan Aleksander pa je podprl Ivana V. Paleologa in njegovo regentko. Bolgarski in srbski vladar sta ne glede na to, da sta v bizantinski državljanski vojni stala na nasprotnih straneh, ostala zaveznika. Ivan Aleksander je za svojo podporo Ivanu V. Paleologu leta 1344 dobil mesto Filipopolis (Plovdiv) in devet pomembnih trdnjav v Rodopih. Ta mirna pridobitev je bila zadnji velik uspeh zunanje politike Ivana Aleksandra.

## Vzpon Srbije in osmanske grožnje
Srbija je med bizantinsko državljansko vojno osvojila sedanjo Makedonijo, večino Albanije in severno Grčijo. Srbski kralj se je začel leta 1345 naslavljati s »cesar Srbov in Grkov«. Naslednje leto je njegov naslov s kronanjem potrdil novoustanovljeni srbski patriarh. Srbska dejanja so Bizantinci sprejeli z ogorčenjem, Bolgari pa so jih očitno podprli, saj se je bolgarski patriarh Simeon udeležil tako ustanovitve Srbskega patriarhata kot kronanja Štefana Uroša IV. Dušana.
Do druge polovice 1340. let je od začetnih uspehov Ivana Aleksandra ostalo bore malo. Bizantinski zavezniki Turki so leta 1346, 1347, 1349, 1352 in 1354 oplenili dele bolgarske Trakije, svoj prispevek pa je dodala še črna smrt. Vsi bolgarski poskusi, da bi odbili vsiljivce, so spodleteli. V bitki s Turki je leta 1349 padel tudi cesarjev tretji sin in sovladar Ivan Asen IV., leta 1355 ali malo prej pa še njegov brat Mihael Asen IV.
Po končani bizantinski državljanski vojni je cesar Ivan VI. Kantakuzen leta 1351 prepoznal osmansko grožnjo Balkanskemu polotoku. Pozval je vladarja Srbije in Bolgarije, da se mu s svojima vojskama pridružita v vojni proti Turkom. Ivana Aleksandra je zaprosil tudi za denar za gradnjo vojnih ladij. Njegovi pozivi so naleteli na gluha ušesa, ker mu soseda nista zaupala. Nov poskus sodelovanja Bolgarije in Bizantinskega cesarstva je sledil leta 1355 po odstavitvi Ivana VI. Kantakuzena in ustoličenju Ivana V. Paleologa. Pogodbo o zavezništvu so utrdili s poroko Ivanove hčerke Marije Kerace z bodočim bizantinskim cesarjem Andronikom IV. Paleologom. Zavezništvo ni dalo nobenih konkretnih rezultatov.

## Nestabilnost in zunanji spori
Ivan Aleksander je z ločitvijo od prve žene Teodore Vlaške okrog leta 1349 in poroko s spreobrnjeno Judinjo Teodoro  ogrozil notranjo stabilnost države. V drugem zakonu je imel dva sinova, katera je kronal za svoja sovladarja: Ivana Šišmana okrog leta 1356 in Ivana Asena V. pred letom 1359. Zadnji še živi sin iz prvega zakona in sovladar Ivan Sracimir je postal okrog leta 1356 de facto neodvisen. Cesar je vedno teže krotil tudi močne vazale, med njimi vladarja Vlaške in Dobrudže, ki sta vodila svojo zunanjo politiko.
Od sredine 14. stoletja je na Bolgarijo kot mogoč plen začeli gledati anžujski ogrski kralj Ludvik I. Ogrski, ki je leta 1352  pripojil Moldavijo in tam ustanovil vazalno kneževino. Leta 1365 je osvojil Vidin   in odpeljal Ivana Sracimirja in njegovo družino v ujetništvo.
Bizantinci in Bolgari so se ponovno udarili leta 1364. Leta 1366 Bolgari niso dovolili prehoda bizantinskemu cesarju Ivanu V. Paleologu, ki se je vračal s potovanja na zahod, zato je bizantinski zaveznik in vodja savojskega križarskega pohoda  grof Amadej VI. Savojski zasedel več bolgarskih črnomorskih mest, vključno z Anhilejem (Pomorie) in Mesembrijo (Nesebăr). Varne mu ni uspelo osvojiti. Ivan Aleksander je bil prisiljen skleniti mir.
Osvojena mesta so Bizantinci za ceno 180.000  florinov obdržali v svoji posesti.  Bolgarski cesar je s tem denarjem in ozemeljskimi koncesijami dosegel, da sta njegova de iure vazala Dobrotica Dobruški in Vladislav I. Vlaški osvobodila Vidin, ki je bil v ogrskih rokah. Leta 1369 je v njem ponovno zavladal Ivan Sracimir, vendar ga je ogrski kralj prisilil, da je priznal njegovo nadoblast.
Relativno uspešna rešitev krize na severozahodu ni pripomogla k povrnitvi izgub na jugovzhodu. Stanje se je še poslabšalo leta 1369 (datum je sporen), ko so osmanski Turki pod poveljstvom Murata I. leta 1363  osvojili Odrin in v njem ustanovili svojo prestolnico Edirne. Istočasno so osvojili tudi Plovdiv in Boruj (Stara Zagora). Skupna akcija proti Turkom, katero sta se pripravljali Bolgarija in srbska kneginja Makedonije, je zaradi smrti Ivana Aleksandra 17. februarja 1371 propadla. Pokojnega carja sta nasledila sinova Ivan Sracimir v Vidinu  in Ivan Šišman v Tǎrnovem.  Vladarja Dobrudže in Vlaške sta postala neodvisna.

## Kultura in vera
Drugo bolgarsko cesarstvo je med vladavino Ivana Aleksandra vstopilo v obdobje kulturne renesanse, katero se včasih omenja kot »druga zlata doba bolgarske kulture«. Prva je bila med vladavino Simeona Velikega.
V tem času se je na cesarjev ukaz zgradilo ali obnovilo veliko samostanov in cerkva. Portreti carja donatorja so v kostnici Bačkovskega samostana in eni od  ivanovskih skalnih cerkva. Napisi dokazujejo, da sta bila v tem času zgrajena tudi samostana svete matere Božje in svetega Nikolaja v Nesebǎrju in samostan svetega Nikolaja pri Perniku. Cesar je začel graditi tudi samostana Dragalevci in Kilifarevo.
Med vladavino Ivana Aleksandra je cvetela tudi književnost. Napisanih je bilo več pomembnih literarnih del, med njimi prevod Manasijeve kronike v srednjo bolgarščino (1344–1345), ki se hrani v Vatikanskih tajnih arhivih v Rimu, bogato ilustriran Tetraevangelij Ivana Aleksandra  (1355–1356), ki je razstavljen v Britanski knjižnici, Tomićev psalterij (1360), ki je zdaj v Moskvi, in Sofijski psalterij (1337).
Aleksandrovo vladavino je zaznamovalo tudi utrjevanje položaja Bolgarske pravoslavne cerkve s preganjanjem heretikov in Judov. Leta 1350 in 1359–1360 je organiziral protiheretična cerkvena zbora, na katerih so obsodili različne verske sekte,  med njimi tudi bogomile, adamite in judaiste. 
V 14. stoletju je na nekatere dele pravoslavnega sveta globoko vplival heziazem, oblika monotono péte ali govorjene molitve. Pomemben predstavnik heziastov je bil Teodozij Tǎrnovski.
V tem času je Bolgarsko cesarstvo živahno trgovalo s sredozemskimi mestnimi državami Benetke, Genova in Dubrovnik.  Ko je beneški dož Andrea Dandolo Ivanu Aleksandru zagotovil, da bo izpolnil vse pretekle meddržavne pogodbe, je cesar leta 1353 izdal patent, ki je beneškim trgovcem dovoljeval kupovanje in prodajanje po celem Bolgarskem cesarstvu.

## Družina
S prvo ženo Teodoro Vlaško (nuna Teofana), hčerko Basaraba Vlaškega, je imel več otrok, med njimi Ivana Sracimirja, ki je v letih 1356–1397  iz Vidina vladal kot bolgarski cesar, in pridružena cesarja Mihaela Asena IV. (1332–1354/1355) in Ivana Asena IV. (1337–1349).
Več otrok je imel tudi z drugo ženo Saro-Teodoro. Hčerka Keraca Marija je bila poročena z bizantinskim cesarjem Andronikom IV. Paleologom. Ivan Šišman ga je nasledil kot cesar v Tǎrnovem (vladal 1371–1396), Ivan Asen V. je bil njegov sovladar (1359–1388), Kera Tamara pa je bila poročena najprej z despotom Konstantinom in nato s sultanom Muratom I.. Imel je tudi hčerki Desislavo in Vasiliso.

## Ivan Aleksander v sodobni književnosti
Vladavina Ivana Aleksandra je spodbudila sodobnega bolgarskega pisca Ivana Vazova, da je napisal novelo  Ivan Aleksander  in dramo Kǎm propast  (Proti prepadu). V obeh delih je glavni junak cesar. 

## Zanimivosti
V 1970. letih so v plemiškem grobu pri Pirotu odkrili z zlatom izvezeno oblačilo s podpisom Ivana Aleksandra, ki se hrani v Narodnem muzeju v Beogradu. Gre za prvo odkritje te vrste, ki kaže na srednjeveško navado pravoslavnih vladarjev, dokazano v zapisih, da so svojim najbolj imenitnim dostojanstvenikom poklanjali svoja nošena oblačila.
Po Ivanu Aleksandru se imenuje Ivan Alexander Point na Nelsonovem otoku v Južnih šetlandskih otokih na Antarktiki.
| Ivan Aleksander Dinastija Šišman Rojen: ni znano Umrl: 1371 |                           |                        |
| Vladarski nazivi                                            |                           |                        |
| Predhodnik: Ivan Štefan                                     | Bolgarski car 1331 – 1371 | Naslednik: Ivan Šišman |